# Olaf Douwes Dekker
Olaf Barend Wouter Douwes Dekker (Bandoeng, Nederlands-Indië, 23 juli 1941 – Breda, 24 september 2018) was een Nederlandse dichter en publicist.

## Korte biografie
Douwes Dekker was de zoon van ir. Guido Henri Wouter Douwes Dekker (1908-1972) en diens eerste echtgenote Cornelia Maria Vrouwes (1907-1981). Hij was een zeer verre verwant van Eduard Douwes Dekker en van Ernest Douwes Dekker. Hij bracht de eerste jaren van zijn leven door in enkele Japanse interneringskampen op Java. Na de oorlog verhuisde zijn familie naar Soerabaja en in 1947 terug naar Nederland. Hij trouwde in 1967 uit welk huwelijk drie kinderen werden geboren; hij hertrouwde in 1998 met balletpedagoge / choreografe Coriënne Veeger. Na lang te hebben gewerkt in het film-, theater- en muziekbedrijf, was hij tot 2006 voor de VVD actief in de lokale politiek van Breda. In 1994 nam hij het besluit voortaan dagelijks te schrijven en te publiceren. Zijn poëzie werd in de loop der jaren gepubliceerd in een zevental bundels, literaire tijdschriften en bloemlezingen. In januari 2005 werd hij voor drie jaar door een vakjury voorgedragen als eerste stadsdichter van Breda. Naast voornamelijk vrije poëzie schreef hij gedichten in sonnetvorm en een geconcentreerde poëzie verwant aan oosterse stijlvormen.
In januari 2008 werd Douwes Dekker als stadsdichter opgevolgd door Kees van Meel.

## Oeuvre
Douwes Dekker schreef al vanaf zijn jeugd gedichten. In 1998 kreeg hij de publieksprijs in Goirle's Nacht van het gedicht. In 1999 werd hij genomineerd voor de Nijmeegse SNS-Literatuurprijs (nu: Bibliotheek Nijmegen Literatuurprijs) en in 2000 voor de Johan Diepstratenprijs. In dat jaar kwam zijn bibliofiele bundel Verlangen uit, met 25 gedichten. Hij werkte mee aan het poosplaatsen-project: dichtregels van in Noord-Brabant werkende dichters in steen gehouwen (Gilze, juni 2001). In 2002 verscheen een door Douwes Dekker samengestelde bloemlezing van 165 van De mooiste sonnetten van Nederland en Vlaanderen, met een inleiding door Jean Pierre Rawie. In 2003 maakte zijn gedicht "Naakt in het harnas" deel uit van de bundel Nooit te laat (Literaire Kring Goirle), waarin 45 varianten van Nederlandse en Vlaamse dichters op P.C. Boutens' "Liefdesuur" zijn samengebracht.  Een kist vol maanlicht, een overzichtsbundel met 70 gedichten uit de periode 1985-2005, verscheen in 2006. Op Nationale Gedichtendag 2007 kwam een bundel stadsgedichten terug naar Breda uit. In januari 2009 verscheen infrarood met 49 voornamelijk nieuwe gedichten uit 2006-2008. In maart 2013 verscheen zijn bundel In het oog van de cycloon. In het voorjaar van 2017 verschenen 12 nieuwe streekgedichten van zijn hand in Straten, stromen en struweel, poëzie rond parkstad Breda, een uitgave in samenwerking met de dichters Pien Storm van Leeuwen en Kees van Meel. In de herfst van 2017 verscheen Levenslang. Zijn werk is uitgegeven door Uitgeverij Van Kemenade.
Douwes Dekker trad regelmatig op, dikwijls in combinatie met poëzie van of samen met andere dichters. Voor het Bredase Gilde van het Sacrament van Niervaert schreef hij in 2008 het lied 'Neem onze bede' op de melodie van het A toi la gloire. Hij overleed in 2018 op 77-jarige leeftijd.

## Functies
Van 1980-1985 was Douwes Dekker lid van de Raad voor de Kunst, afdeling Film. Van 2000 tot begin 2005 was hij als adviseur verbonden aan de Openbare Bibliotheek van Breda. Van 2006-2014 was hij als bestuurslid van het Prins Bernhard Cultuurfonds Noord-Brabant verantwoordelijk voor de portefeuille letteren en theater. Vanaf 2006 was hij redacteur van het tijdschrift Brabant cultureel/Brabant literair, met name betrokken bij het stimuleren van nieuw talent en de publicatie van nieuw werk. Sinds 2013 verschijnt dit tijdschrift digitaal.

## Werk
- Verlangen. Breda: Minerva, 2000. ISBN 9090137440
- Een kist vol maanlicht. Breda: Van Kemenade, 2006. ISBN 9071376257 / ISBN 9789071376252
- Terug naar Breda. Breda: Van Kemenade, 2007. ISBN 9789071376306
- Infrarood. Breda: Van Kemenade, 2009. ISBN 9789071376344
- In het oog van de cycloon. Breda: Van Kemenade, 2013. ISBN 9789071376535
- Straten, stromen en struweel. Chaam: Stichting Trajart / Uitgeverij Ceedata, 2017. ISBN 9789071947520 (Een bundel poëzie in samenwerking met de dichters Pien Storm van Leeuwen en Kees van Meel. Hierin 12 nieuwe streekgedichten van Olaf Douwes Dekker).
- Levenslang. Breda: Van Kemenade, 2017. ISBN 9789071376672

## Bloemlezing
- De mooiste sonnetten van Nederland en Vlaanderen (selectie door Olaf Douwes Dekker; inleiding door Jean Pierre Rawie). Amsterdam: Bert Bakker, 2002.

## Uitspraak
"Een gedicht schrijven is een pijnpunt, een schaafplek, een open zenuw die pas sluit als je weet dat je geen woord meer moet veranderen. Dat er staat wat je wilde zeggen".

## Over Olaf Douwes Dekker
- Peter de Waard, 'Van filminkoper tot stadsdichter van Breda: Olaf Douwes Dekker 1941-2018', in: De Volkskrant, maandag 22 oktober 2018, p. 16